# メダロット9
『メダロット9』は、2015年12月24日にロケットカンパニーから発売されたニンテンドー3DS用RPG。
カブトバージョン、クワガタバージョンの2バージョン同時発売し、CEROレーティングが「B（12才以上対象）」となった初の作品である。

## ストーリー
ある日、相棒のメダロットにコンビ解消を言い渡され、メダロットなしのマスターとなってしまった主人公テンマ。そこに現れた怪しい黒ずくめ集団と、それを追いかける謎のメダロット。事態を飲み込めないまま成り行きで謎のメダロットのマスターをふりをして、テンマはその場を切り抜ける。

数日後、自宅に難関エリート校MEDA学院の合格通知が届く。疑問を覚えつつも入学したテンマは、学院で新たなパートナーメダロットを得て、廃部寸前の部活「探検部」の部員として学校生活を送ることになる。

## システム
基本的なシステムは前作メダロット8のものを受け継いでいる。

今作ではメダロット1体に対してメダルは1枚に固定されており、探検部5名・5体のメダロットを育成・操作することになる。

### ロボトル
メダフォース
メダルに秘められた力を解放する必殺技。メダルによって内容は異なる。
メダチェンジ
特定のパーツの種類を揃えることで、ロボトル中にメダロットを変形させることができる。
コンボ
複数のパーツを連続して使用することができる。ただし、発動までに時間がかかる。
サブスキル
一部のパーツに備わっている特殊攻撃。選択したパーツを狙う「ねらいうち」や全てのパーツにダメージを与える「がむしゃら」などがある。
サイレントリーダーシステム
前作から引き継がれた要素。互いのチームのリーダー機は、そのメダロットの頭部パーツにダメージを与えるまでわからなくなっている。
トランスパーツ
今作からの新要素。ロボトル中に一度だけパーツを交換することができる。交換が可能なのは「EXパーツ」としてあらかじめ設定したパーツのみ。また、使用できるのはリーダー機だけなので、リーダーの露見するリスクを伴う。
取得パーツの選択
ロボトルの終了時に破壊したパーツの中から取得パーツを自由に選択できるようになった。また、機能停止したメダロットの数だけパーツを取得できるようになり、好きなパーツを最大で3つまで選んで入手することができるようになる。

### カスタマイズ
ヘヴィパーツ
頭部・右腕・左腕パーツに設定される重量級パーツを示すパーツ特性。高性能なものが多いが、その重量故に脚部パーツに負担をかけるため、脚部パーツの「ヘヴィリミット」を上回る数のヘヴィパーツを装備すると性能が下がってしまう。
メダアルバム
今作のパーツ数はおよそ1200種類で、新たなパーツを入手するとメダアルバムに記録される。メダロット1体分のパーツが揃うと、そのメダロットの3Dモデルを鑑賞することができる。

### 育成
メダリア
メダルの性能をアップさせる宝石。今作ではメダル1枚につき3つまで装着することができ、その種類と組み合わせ次第で能力が多彩に変化する。また、複数のメダリアを組み合わせてより強力なメダリアを合成することもできる。
アクティビティレベル
主人公が所属する探検部の成長度を示すレベル。メダルのレベルの上限に影響する。

### 通信
通信対戦
ローカルとインターネットの両対応。全国のプレイヤーやフレンド登録しているプレイヤーと対戦が楽しめる。
パーツ転送
ローカル通信で手持ちのパーツのコピーを渡すことができる。
すれちがい通信
メダロット9のプレイヤー同士がすれちがうと、互いのメダリアのコピーが自動的にプレゼントされる。
いつのまに通信
不定期マガジン「メダロット通信」を配信。また、パーツなどのデータも配信される。

## 登場キャラクター

### MEDA学院探検部
ワカコマ テンマ
主人公。勉強、運動、ロボトルの腕ともに平均的なごく普通の少年。
ある日突然現れた謎のメダロットにマスターの振りを強制され、奇妙な格好の集団とロボトルをすることになる。それを目撃していたMEDA学院校長の計らいにより、MEDA学院に特待生として入学する事になる。
ジッパー（カブトver）／ソウエン（クワガタver）
テンマのパートナーメダロット。MEDA学院に編入するもそれまでのパートナーメダロットと別れてしまっていたテンマに校長先生から与えられた。
ジッパーのメダルはカブトメダル。グラントシロカブト型メダロット「ジュウーク」のパーツを装備している。
ソウエンのメダルはクワガタメダル。コガシラクワガタ型メダロット「モンジロー」のパーツを装備している。
性格は子供っぽく、好奇心旺盛。ロボトルが大好きだが、パートナーとなった当初はテンマの指示を聞かないという困った一面があった。
シラカベ ミオ
テンマのクラスメイトで、元アイドル部所属の少女。
容姿は確かに可愛らしく、歌とダンスも一流というアイドル部に相応しい美少女であったが、自分自身を世界で一番可愛いと思っている自己中心的で尊大な性格が災いし、アイドル部を退部したという過去がある。
ある事件が切っ掛けで探検部に入部するまでクラス内でもほとんど一人で過ごしていたが、パートナーのラピスには心を開いている。
ラピス
ミオのパートナーメダロット。
人当たりが良く世話焼きな性格だが、ある時突然ミオの前から姿を消してしまう。
メダルはチョウメダル。アイドル型メダロット「ディアステージ」のパーツを装備している。
コニシ マイン
幼いながらも飛び級でMEDA学院に入学してきた天才少女。真型メダロットのビート（カブトver主人公機）を模した、マジックハンド付きのヘルメットを被っている。
当初はメダロット研究会に所属していたが、学院内のロボトル大会でテンマたちに興味を持ち、探検部に引き抜かれることになる。
天才児故の奇抜さはあるが、性格は礼儀正しく素直。
タイタニア
マインのパートナーメダロット。
ゲームの画面上では左右反転されたひらがな表記で話すという特徴があり、一見すると異様な会話をしているようだが、話す内容自体は爽やかな好青年調。
メダルはキングメダル。兵器型メダロット「デスプロビデンス」のパーツを装備している。
シノザキ クニギク
探検部の部長。
頭は良いが非常にマイペースで掴みどころのない性格をしており、自分が興味を持った事柄しか相手にしない変人。そのため、探検部もテンマが入部するまでほとんど活動をしていなかった。
サンゴ
クニギクのパートナーメダロット。
温和で落ち着いた性格をしている。
メダルはウンディーネメダル。マーメイド型メダロット「マリンヒーラー」のパーツを装備している。
キクスイ リョウマ
探検部の先輩。
当初はクニギクから部室に顔を出さない幽霊部員のような説明がされていたが、実際は部長があまりにも何もしないので自発的に島中のフィールドワークに勤しんでいた。
メダロットの整備など、メカニック関係の知識・技術を備えている。
ギンセイ
リョウマのパートナーメダロット。
ノリが良く、熱血漢な性格。
メダルはペガサスメダル。自動車型メダロット「ランドレイダー」のパーツを装備している。

### MEDA学院生徒
トヨサワ アオイ
MEDA学院アイドル部の部員。
問題を起こしがちだったミオを退部に追い込んでしまった過去があり、それを後悔するとともに現在のミオのことを案じている。
フジイ リュウセイ
テンマのクラスメイトでレスキュー部の部員。
当初、特待生として入学したばかりのテンマに興味をもつが、ロボトルの腕前が全く備わっていなかったことに落胆する。以降、探検部として活動するテンマが目に付くようになると、しばしばちょっかいをかけてくる。
ドゥンケル アインベッカー
レスキュー部の部長。
イチノクラ スズネ
MEDA学院生徒会長。
厳格な性格の少女で、活動内容の怪しい探検部と部長のクニギクにしばしば絡んでくる。
コノエ サイカ
テンマのクラスに転入してきた少女。
何か秘密を隠しているらしく、テンマに対してしきりに接触を試みている。
学生らしさを意識するあまり、人前ではかなり媚びたキャラクターとしてふるまっているが、テンマや探検部の面々の前では砕けた口調で話すようになる。

### MEDA学院教員
フジオカ ソウクウ
MEDA学院の校長。
近寄りがたい強面の風貌をした初老の男で、生徒たちからに人気はいま一つ。
スルガ テンコウ
MEDA学院の教頭。
校長と比べて若く物腰も柔らかいため、生徒たちからの人気も高い。
コトブキ ミイノ
MEDA学院の教師でテンマのクラスの担任。

### その他
メタビー（カブトver）／ロクショウ（クワガタver）
テンマの前に突如現れた謎のメダロット。並のメダロットを大きく上回る、高い実力を備えている。
普段はMEDA島の廃坑の入口に陣取っており、人を寄せ付けずに暮らしている。
ハタ ダイジロウ
ロボロボ団のリーダー。派手なサングラスと長大なリーゼントというロッカー風のファッションが特徴の男。
ワカコマ アサヒ
テンマの妹。
直接の登場はほとんどないが、ストーリーの合間にテンマとSNSでやり取りをしている。
テルル
テンマのかつてのパートナーメダロット。
ロボトルがあまり好きではなく、アイドルメダロットを目指したいという方向性の違いからテンマにコンビ解消を言い渡してしまう。その後はアサヒのメダロットになった模様。